# Нечитайло Володимир Андрійович
Нечитайло Володимир Андрійович (14 червня 1937 — 9 квітня 2020) — український ботанік, кандидат біологічних наук, доцент біологічного факультету Київського національного університету.

## Життєпис
Народився у 1937 році у селі Посад Сумської області. У 1961 закінчив кафедру ботаніки біологічного факультету Київського університету. Кандидатську дисертацію захистив на тему «Биологические и биохимические особенности растений природной флоры Кавказа, интродуцированных в Украине» (1970). У 1990 році отримав вчене звання доцент.
Родина
- Дружина Нечитайло Ніла Олександрівна (1943 р. н.) — науковий співробітник Національого Ботанічного саду ім. М. М. Гришка НАН України
- Доньки: Гриценко Вікторія Володимирівна (1968 р. н.) та Глотова Олена Володимирівна (1978 р.н.);
- Онуки: Гриценко Олексій Сергійович (1994 р.н.), Глотов Ігор Олександрович (1997 р. н.).

Праця
Працював у Київському університеті у 1973-76 роках асистентом, у 1976-78 — старшим викладачем, 1978—2002 — доцентом. Викладав спецкурси: «Ресурсознавство», «Дводольні рослини», «Однодольні рослини», «Культурні рослини», проводив навчальну практику для студентів.
Вивчав та досліджував флору Середнього Придніпров'я, флору Канівського заповідника та околиць, інтродукції рослин, особливості вегетативного та насінневого розмноження червонокнижних, рідкісних та зникаючих видів в оптимізованих умовах культивування. Нагороджений медалями «У пам'ять 1500-річчя Києва» та «Ветеран праці».
Опублікував близько 80 праць, зокрема:
- Конспект флори Середнього Придніпров'я. Монографія. К., 1998 (у співавт.)
- Систематика вищих рослин. II. Покритонасінні. Посібник. К., 1997
- Ботаніка. Вищі рослини. Підручник. К., 2000 (у співавт.)
- Систематика вищих рослин. Лабораторний практикум. К., 2001 (у співавт.)
- Культурні рослини України. Посібник. К., 2005 (у співавт.).